# La Bella Principessa
La Bella Principessa (pol. Piękna księżniczka, wcześniej znany również jako Profil młodej dziewczyny w renesansowej sukni) – rysunek włoskiego malarza renesansowego Leonarda da Vinci namalowany czarną, czerwoną i białą kredą, podkreśloną tuszem i piórkiem na welinie, w latach 1495–1496, o wymiarach 33 cm x 23,9 cm.

## Tożsamość modelki
Rysunek przedstawia prawdopodobnie Biankę Sforzę, nieślubną córkę Ludwika Sforzy. Tożsamość modelki zaproponował brytyjski historyk sztuki oraz badacz życia i twórczości Martin Kemp. Wiedząc, że Leonardo da Vinci namalował Damę z gronostajem, będącą portretem Cecylii Gallerani, oraz La Belle Ferronière, będącą portretem Lukrecji Crivelli, Kemp na drodze eliminacji uznał, że na rysunku uwieczniono córkę Ludwika Sforzy. Kemp również zaproponował tytuł portretu wbrew temu, że uwieczniona na portrecie Bianka Sforza nie miała prawa do tytułu księżniczki. Jako trzynastolatka Bianka Sforza została w 1496 roku wydana za mąż za Galeazza Sanseverina, dowódcę wojsk książęcych. Bianka Sforza zmarła kilka miesięcy po ślubie, prawdopodobnie w wyniku powikłań związanych z ciążą.

## Opis rysunku
Modelka została ukazana w konwencjonalnej pozie. Plecione zdobienia sukni modelki ma identyczny sploty i węzły, co zdobienia na sukni Damy z gronostajem.

## Autorstwo dzieła
30 stycznia 1998 roku na aukcji w nowojorskim domu aukcyjnym Christie’s odbyła się licytacja portretu, który opisano jako pracę niemiecką z początku XIX wieku, w stylu włoskich artystów renesansowych. Rysunek nabyła nowojorska marszand Kate Ganz za 19 tys. dolarów. Portret był prezentowany w latach 2000–2007.
Jesienią 2007 roku portretem zainteresował się Peter Silverman, który odkupił go od Kate Ganz za 21 tys. dolarów. Silverman, przekonany, że rysunek stworzył Leonardo da Vinci, bezskutecznie próbował kupić dzieło podczas aukcji z 30 stycznia 1998 roku. Po kupnie portretu Silverman umieścił je w bankowym skarbu w Zurychu.
Ustalenie autorstwa rysunku spotkało się z dużymi sporami w środowisku ekspertów malarskich. Kustoszka kolekcji rysunków Leonarda da Vinci Carmen Bambach stwierdziła, że Leonardo da Vinci nie mógł narysować rysunku. Zauważyła, że artysta nie stworzył na welinie żadnego spośród około czterech tysięcy zachowanych studiów i szkiców. Badacz twórczości Leonarda da Vinci Carlo Pedretti stwierdził, że profil modelki przypomina inne rysunki Leonarda z lat 90. XV wieku. Wątpliwości co do przypisywania autorstwa rysunku Leonardowi da Vinci wyraził również krytyk sztuki Jonathan Jones w 2015 roku, który stwierdził, że na rysunku uwieczniono pracownicę supermarketu. Kierownik Museo Ideale di Leonardo da Vinci Alessandro Vezzosi w 2008 roku przypisał rysunek Leonardowi, jednak w momencie ogłoszenia swojego zdania nie widział rysunku na żywo. Ganz, wbrew opiniom historyków sztuki, od początku zakładała, że autorem dzieła jest Leonardo da Vinci, jednak wobec dyskusji zmieniła swoje stanowisko.
19 marca 2008 roku Martin Kemp otrzymał od Petera Silvermana mail z prośbą o wyrażenie opinii na temat rysunku.

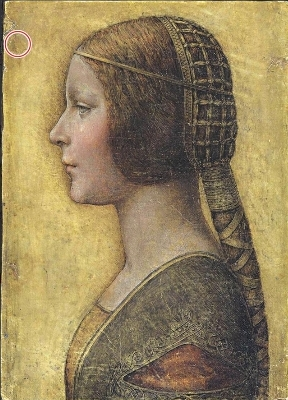
Odcisk palca Leonarda (zaznaczony w lewym górnym rogu)

Ostatecznym dowodem na autorstwo Leonarda miał być fragment odcisku palca znaleziony na portrecie. Badania przeprowadził Peter Paul Biro, biegły sądowy z Mediolanu, specjalista w wyszukiwaniu i wykorzystywaniu odcisków linii papilarnych. Jego zdaniem odcisk na La Bella Principessa jest on w ośmiu miejscach podobny do odcisku palca Leonarda znajdującym się na obrazie Święty Hieronim na pustyni. Odkrycie te upubliczniono w październiku 2009 roku. Wartość rysunku wzrosła z 20 tys. dolarów do 150 mln. W lipcu 2010 roku dziennikarz „The New Yorker” David Grann podważył wkład naukowy Bira.
Po krytyce badań Bira Pascal Cotte zauważył, że arkusz został w przeszłości odcięty od większej całości. Profesor historii sztuki z Uniwersytetu Południowej Florydy David Wright zasugerował, że rysunek mógł pochodzić ze starego woluminu znajdującego się w zbiorach Biblioteki Narodowej w Warszawie. Wspomniany przez Wright wolumin pochodzi z 1496 roku. Był to jeden z czterech egzemplarzy Sforziady, wychwalającej Franciszka I Sforzę, ojca Ludwika. Egzemplarz znajdujący się w Warszawie należał do Galeazzo Sanseveriniego i pierwotnie mógł być prezentem ślubnym dla Bianci Sforzy. W następnych latach Sforziada należała do króla Francji, który dał wolumin w prezencie królowi Polski w 1518 roku. Pod koniec XVI wieku książka trafiła do biblioteki Jana Zamoyskiego. Cotte i Kemp w 2011 roku przeprowadzili w Warszawie badania, gdzie stwierdzili, że arkusz welinu faktycznie pasuje do pozostałości wyciętej kartki. Podczas badań towarzyszyli dziennikarze „National Geographic” oraz stacji telewizyjnej Public Broadcasting Service, dokumentujący przebieg badań.
Sprawa autorstwa rysunku nadal wzbudza kontrowersje wśród historyków sztuki.